# Dino Mikanović
Dino Mikanović (Nova Gradiška, 7 mei 1994) is een Kroatisch voetballer die als verdediger speelt. Hij staat onder contract bij Aarhus GF. Mikanović werd opgenomen in de definitieve selectie van het Kroatisch voetbalelftal onder 21 voor de vriendschappelijke wedstrijd tegen Jong Montenegro op 13 augustus 2014. In de laatste competitiewedstrijd van 2014 werd twintig seconden na het begin van de wedstrijd teamgenoot Zoran Nižić geraakt door de voet van Mikanović. Nižić werd op een brancard van het veld gehaald. De wedstrijd eindigde ondanks het incident in een 5-3 zege voor de club uit Split tegen NK Istra 1961 op het Poljudstadion. Op 15 juli 2015 tekende de Kroaat een vierjarig contract bij het Deense Aarhus GF. In augustus 2015 werd de Kroaat opgeroepen door trainer Nenad Gračan voor Jong Kroatië voor de eerste kwalificatiewedstrijden tegen Jong Georgië en Jong Estland in september 2015.

## Statistieken
| Seizoen | Club             | Land       | Competitie  | Wed. | Goals |
| ------- | ---------------- | ---------- | ----------- | ---- | ----- |
| 2012/13 | HNK Hajduk Split | Kroatië    | Prva HNL    | 1    | 0     |
| 2013/14 | HNK Hajduk Split | Kroatië    | Prva HNL    | 10   | 1     |
| 2014/15 | HNK Hajduk Split | Kroatië    | Prva HNL    | 13   | 0     |
| 2015/16 | Aarhus GF        | Denemarken | Superligaen | 19   | 0     |
| 2016/17 | Aarhus GF        | Denemarken | Superligaen | 29   | 0     |
| 2017/18 | Aarhus GF        | Denemarken | Superligaen | 31   | 0     |
| 2018/19 | Aarhus GF        | Denemarken | Superligaen | 4    | 0     |
| Totaal  | Totaal           | Totaal     | Totaal      | 107  | 1     |